# Dihidropiridina
La dihidropiridina es el nombre de una molécula basada en la piridina que es la base química de los medicamentos conocidos en farmacología como bloqueadores de los canales de calcio tipo L, sensibles al voltaje ubicados principalmente en las fibras musculares del ser humano.

## Función
El receptor dihidropiridina actúa de manera importante en lo que corresponde a la contracción muscular, donde, tras ser activado por un potencial de acción, y sufrir un cambio conformacional, produce lo que se conoce como acoplamiento mecánico, es decir, produciendo un cambio conformacional en otro tipo de canal ubicado en el espesor de la membrana del retículo sarcoplásmico de la fibra muscular, los canales de rianodina, los cuales producen la salida de calcio del retículo hacia el sarcoplasma de la fibra lo que producirá finalmente la contracción muscular. El nombre del canal se debe a que también responde a una sustancia exógena del mismo nombre.
Los derivados de la dihidropiridina incluyen:
- Amlodipina
- Felodipina
- Lercanidipino
- Nicardipina
- Nifedipina
- Nimodipina
- Nisoldipino
- Nitrendipino
- Nifedipino

- Datos: Q39094